# East Bridgewater (Massachusetts)
East Bridgewater es un pueblo ubicado en el condado de Plymouth en el estado estadounidense de Massachusetts. En el Censo de 2010 tenía una población de 13.794 habitantes y una densidad poblacional de 303,75 personas por km².

## Geografía
East Bridgewater se encuentra ubicado en las coordenadas 42°2′14″N 70°56′26″O / 42.03722, -70.94056. Según la Oficina del Censo de los Estados Unidos, East Bridgewater tiene una superficie total de 45.41 km², de la cual 44.57 km² corresponden a tierra firme y (1.85%) 0.84 km² es agua.

## Demografía
Según el censo de 2010, había 13.794 personas residiendo en East Bridgewater. La densidad de población era de 303,75 hab./km². De los 13.794 habitantes, East Bridgewater estaba compuesto por el 95.25% blancos, el 1.57% eran afroamericanos, el 0.2% eran amerindios, el 0.85% eran asiáticos, el 0% eran isleños del Pacífico, el 0.67% eran de otras razas y el 1.46% pertenecían a dos o más razas. Del total de la población el 1.48% eran hispanos o latinos de cualquier raza.